# Crinum macowanii
Crinum macowanii är en amaryllisväxtart som beskrevs av John Gilbert Baker. Crinum macowanii ingår i släktet Crinum, och familjen amaryllisväxter. Inga underarter finns listade i Catalogue of Life.

## Bildgalleri

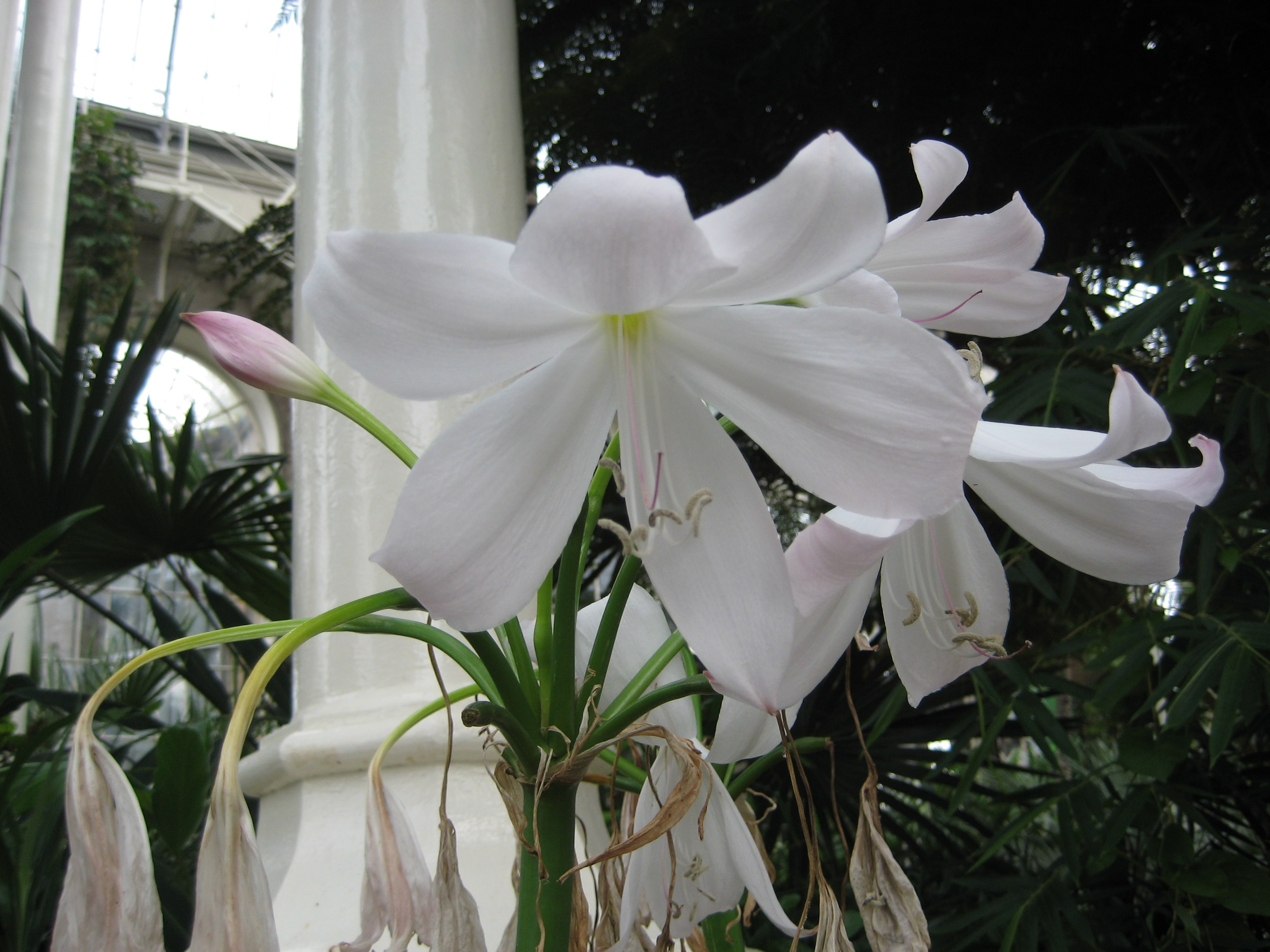
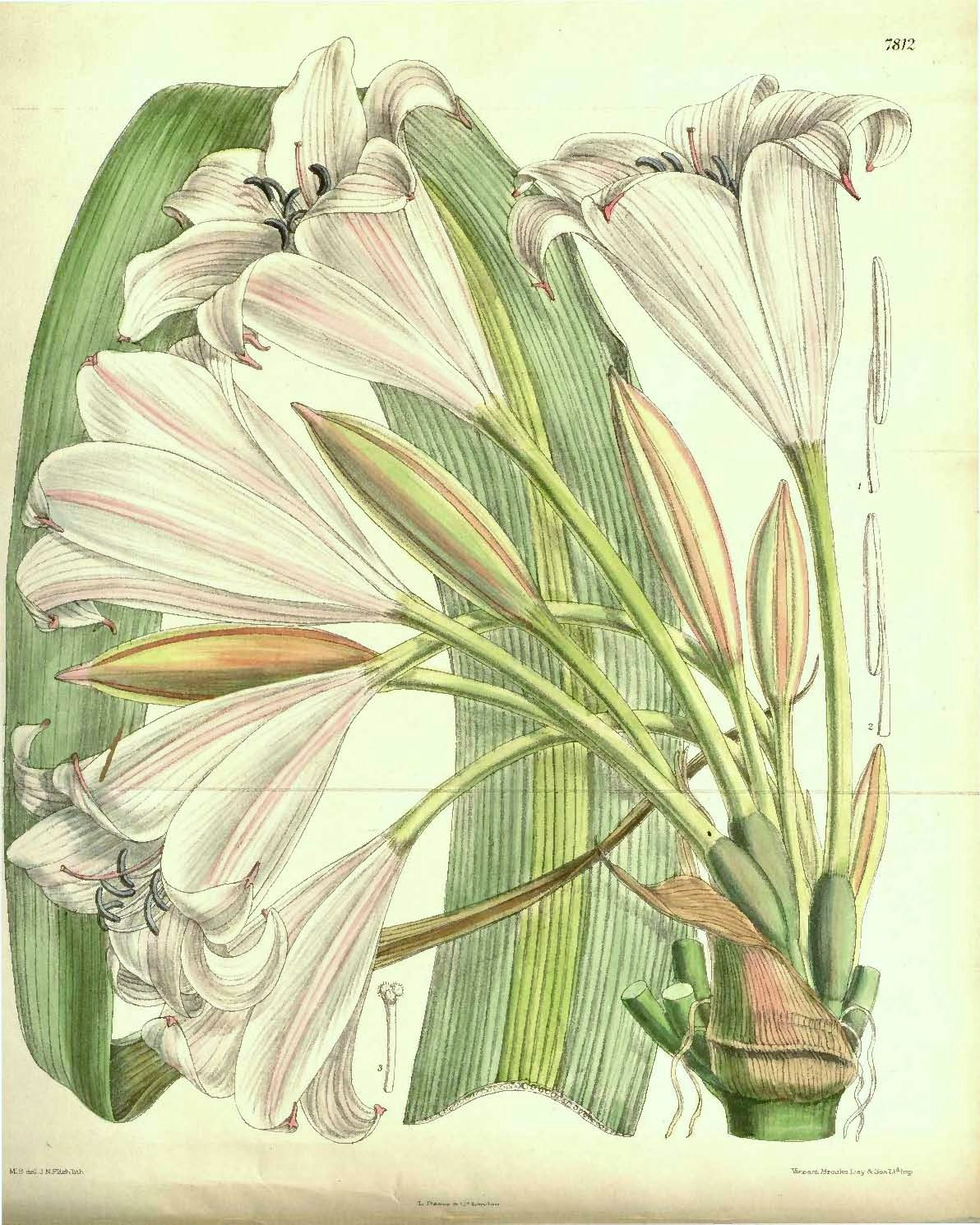
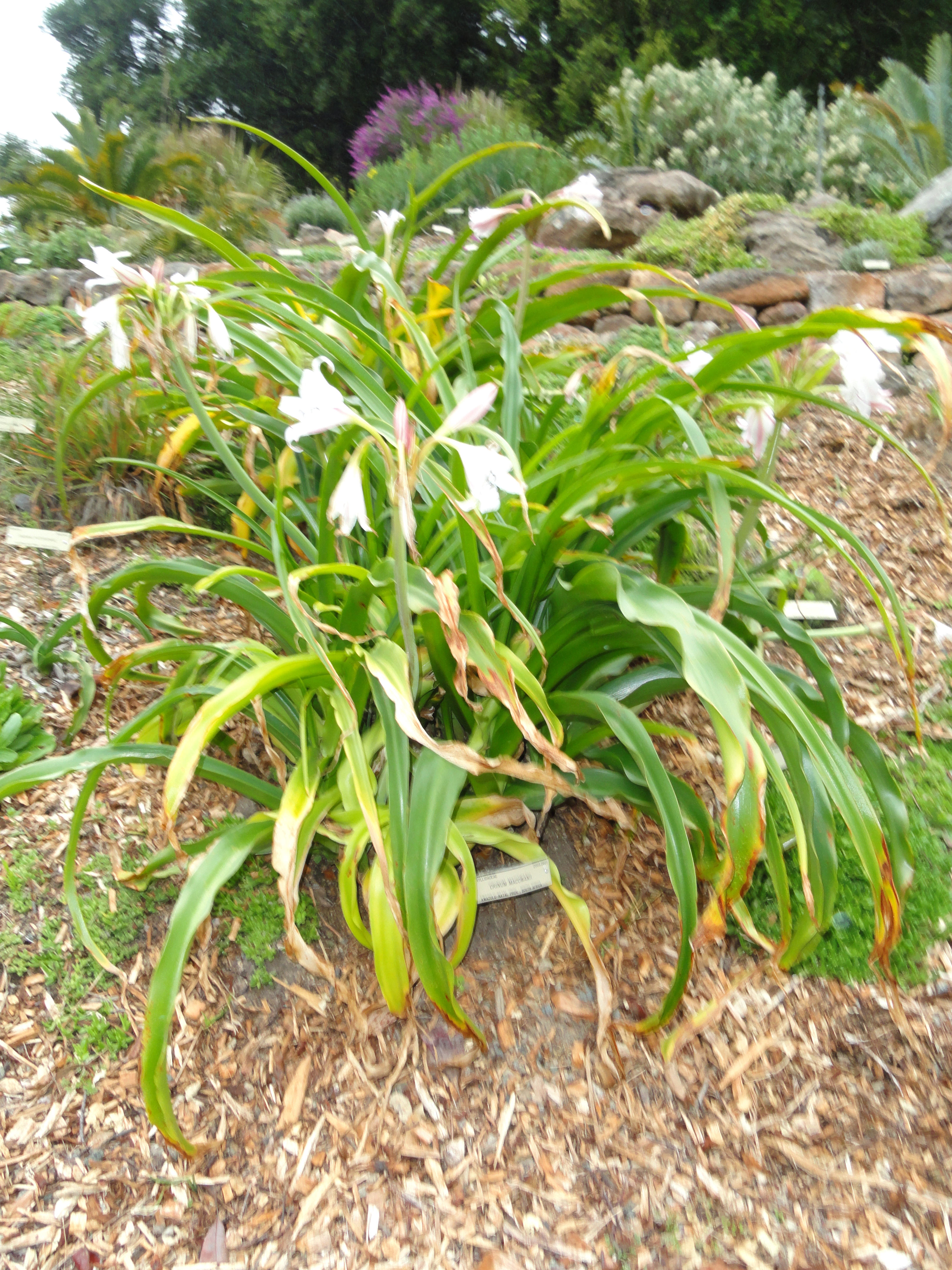
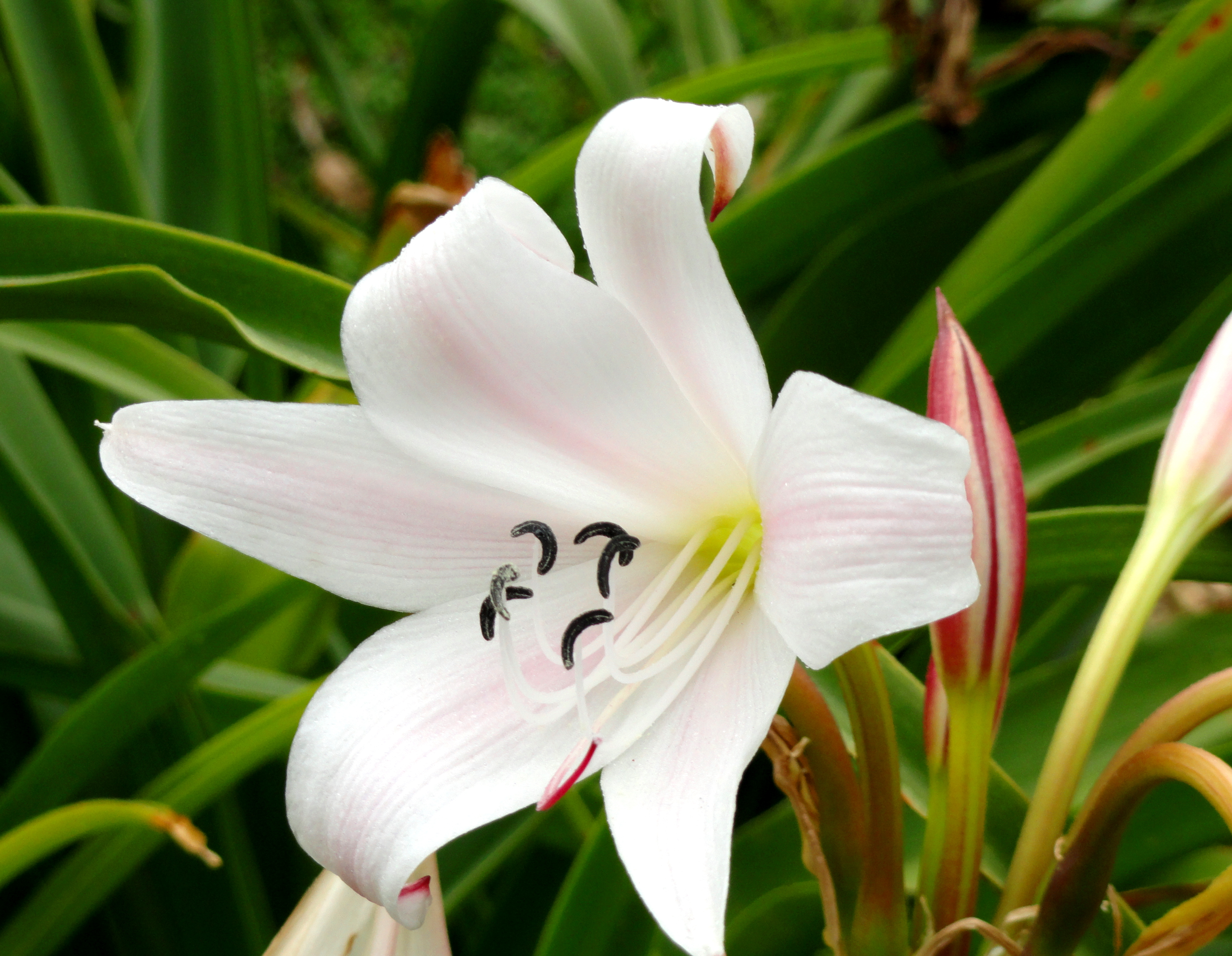